# A6 (motorväg, Polen)

Karta över vägen.

A6 är en motorväg i Polen som går mellan Szczecin och gränsen till Tyskland. Motorvägen är dock egentligen bara en liten del i en betydligt längre motorvägssträckning. Den polska motorvägen A6 fungerar som en fortsättning på den tyska motorvägen A11. Motorvägen är byggd under 1930-talet då dessa delar av Polen tillhörde Tyskland. Från början byggdes denna motorvägssträckning inom ett större projekt som gick ut på att bygga en motorväg mellan Berlin och det som då hette Königsberg (numera Kaliningrad). Projektet gick ut på att förbinda dessa på sin tid så viktiga tyska metropoler med varandra. Detta projekt hann aldrig avslutas utan blev avbrutet av andra världskriget. 

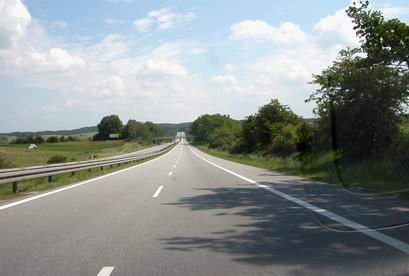
A6

Öster om Szczecin tar motorvägen officiellt slut men fortsätter ändå i praktiken då vägen även där egentligen är byggd efter gammal tysk motorvägsstandard men i något sämre skick. Efter ytterligare en bit blir det dock vissa plankorsningar och ofullständiga avfarter. Därefter blir motorvägen enbart en halv motorväg då enbart det ena körfältet är användbart. Vissa delar där motorvägen är halv är klassade som motortrafikled. Planer finns att modernisera den befintliga vägen och bygga vidare (dock som motortrafikled S6) denna mot Gdańsk, Elbląg och vidare ända fram till Kaliningrad. EU har intresse av att denna motorväg blir komplett och detta ingår i projektet Berlinka.

## Trafikplatser
|                                                      | Nr   | Skyltning                   |  |
|                                                      |      | Gränsövergång Pomellen      |  |
|                                                      |      | Kołbaskowo                  |  |
|                                                      | 3    | Szczecin-Zachód             |  |
|                                                      |      | Oder (207 m)                |  |
|                                                      |      | Oder (227 m)                |  |
|                                                      | 9    | Radziszewo                  |  |
|                                                      | 11   | Szczecin-Klucz E 65         |  |
|                                                      |      | Smoczna (154 m)             |  |
|                                                      | 15   | Szczecin-Podjuchy           |  |
|                                                      |      | Klęskowo (242 m)            |  |
|                                                      | 22   | Szczecin-Kijewo (framtida ) |  |
|                                                      | 24,5 | Szczecin-Dąbie              |  |
|                                                      |      | Chełszcząca                 |  |
|                                                      |      |                             |  |
| Avbrott - vidare på E 65 E 28                        |      |                             |  |
|                                                      |      |                             |  |
| Upprustning planerad mellan avfarterna 24,5 och 29,2 |      |                             |  |